# Жданова, Яна
Яна Жданова (укр. Яна Жданова; род. 28 февраля 1988, Макеевка, Донецкая область) — украинская феминистка и общественная активистка, с 2000-х годов являющаяся одной из лидеров феминистской протестной группы FEMEN. Движение стало известно благодаря своим резонансным акциям с обнажённой грудью против гендерного неравенства, проституции, секс-индустрии, диктатуры, гомофобии и других современных политических и социальных проблем.

## Ранние годы
Яна Жданова родилась в Макеевке. Она училась в школах в Макеевке и Донецке, а затем поступила в Киевский национальный университет культуры и искусств. В 2009 году Жданова закончила его со степенью бакалавра, а в 2010 году получила степень магистра истории культуры. С 2009 по 2012 год она работала танцовщицей в небольших театрах и ночных клубах Киева, а искусство, как литература и архитектура, оставалось важной составляющей её жизни.

## Активизм
В 2008 году Жданова работала корреспондентом ежедневной национальной украинской газеты «Жизнь» . В то же время она приобщилась к феминистскому активизму вместе с Александрой Шевченко. Первая публичная протестная акция Ждановой с FEMEN прошла 22 марта 2009 года и была направлена против украинского писателя Олеся Бузины из-за его художественной книге 2009 года. В ней автор утверждал, что настоящее место женщины — это гарем, как в старые времена.

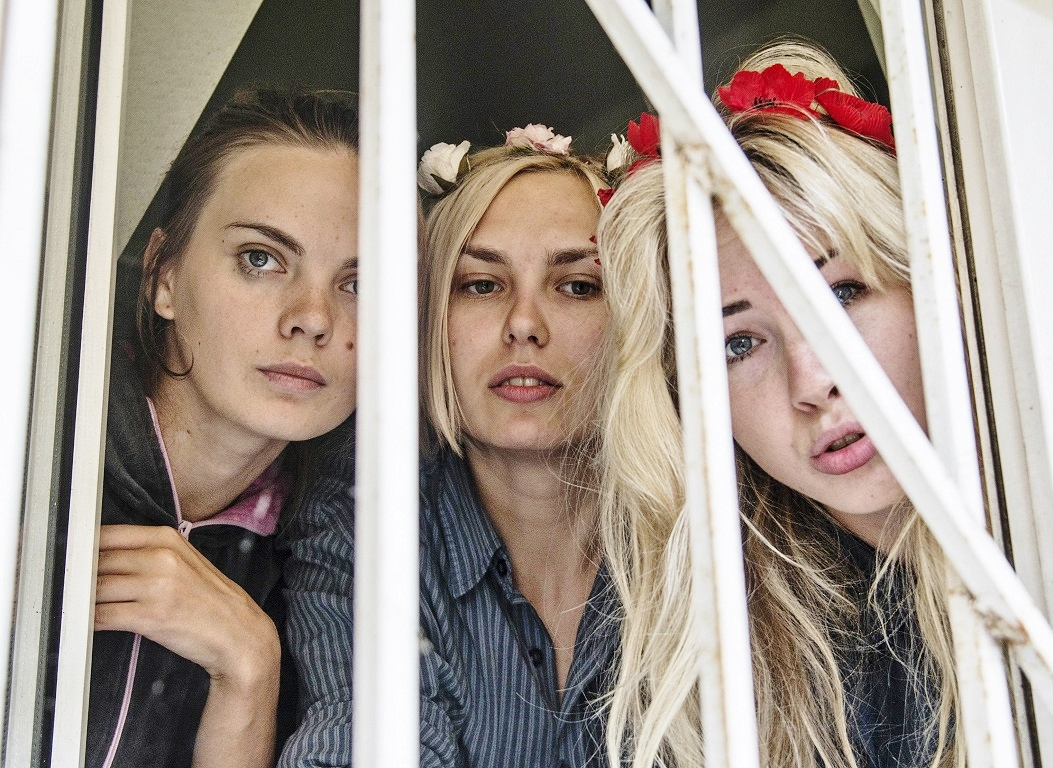
Жданова (в центре) с Оксаной Шачко (слева) и Александрой Шевченко в здании Киевского суда, 28 июля 2013 года.

23 мая 2009 года Жданова вместе с Александрой (Сашей) Шевченко, Оксаной Шачко и Инной Шевченко приняла участие в протестной акции в Киеве под лозунгом «Украина — не бордель», поскольку, по их мнению, тогда росло число украинских девушек, зарабатывавших секс-туризмом и проституцией.
8 марта 2012 года, в Международный женский день, она участвовала в акции протеста в Стамбуле (Турция) под лозунгом «Стоп домашнему насилию». Жданова была арестована турецкой полицией и на следующий день выдворена из страны.
В марте 2012 года она провела акцию в Киеве на крыше здания Генеральной прокуратуры Украины по поводу дела Макар, получившего широкое освещение в СМИ как внутри, так и за пределами Украины: трое молодых украинцев, которые изнасиловали, задушили, подожгли и оставили умирать 18-летнюю Макар были освобождены полицией в ожидании суда. Её лозунгом были слова «Оксана ещё жива».
В апреле того же года она взобралась на колокольню церкви Святой Софии в Киеве, где ударила в колокола, выступая таким образом против законопроекта о запрете абортов.
1 июля 2012 года Жданова протестовала перед Олимпийским стадионом в Киеве против приезда президента Беларуси Лукашенко. На груди у активисток было написано «respect, UEFA, KGB».
В апреле 2013 года она участвовала в акции протеста перед киевской мечетью в поддержку жжАмины Тайлер под лозунгом «Свободу Амине». Тайлер — молодая туниска, заключённая в тюрьму в своей стране за то, что она выложила в Интернет свои фотографии с обнажённой грудью.
18 июня 2013 года Жданова выступила с протестом в Киеве во время визита белорусского президента Александра Лукашенко, лозунгом которого была фраза «Стоп диктатору».

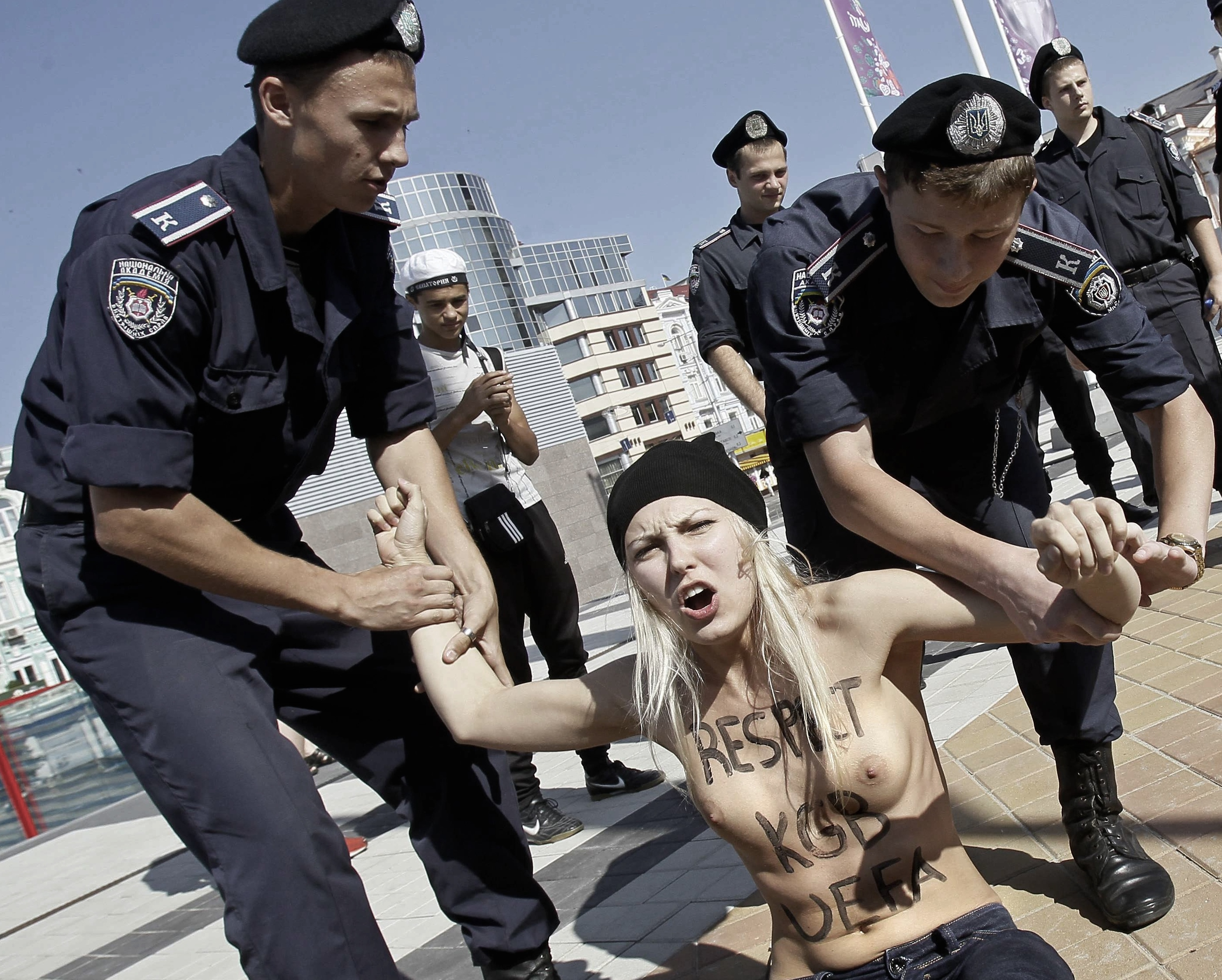
Жданова протестует против приезда Лукашенко в Киев 1 июля 2012 года.

27 июля 2013 года Жданова вместе с Сашей Шевченко, Оксаной Шачко и фотографом Дмитрием Костюковым были арестованы в Киеве перед началом акции протеста против празднования 1025-летия принятия православия в Киевской Руси. Их продержали в тюрьме один день и оштрафовали. Femen утверждало, что его активистов похитили и им были предъявлены незаконные обвинения.
Активистки Femen решили закрыть свой офис в Киеве, однако 27 августа 2013 года украинские силовики проникли в него и якобы обнаружили там пистолет и гранату, которые, по их словам, там прятали активистки Femen, и арестовали Жданову, Шевченко. и Анна Гуцол. Они были освобождены 29 августа с обязательством вернуться в отделение полиции через два дня. Получив временную свободу Яна Жданова, Саша Шевченко и Оксана Шачко решили покинуть Украину и перебраться во Францию, где запросить предоставление убежища в качестве политических беженцев. Они прибыли в Париж 30 августа 2013 года.
26 сентября 2013 года Жданова протестовала на подиуме во время модного показа Нины Риччи в Париже, выступая против индустрии моды. Её лозунгами были «Модель, не иди в бордель» и «Модный диктатеррор».
В начале декабря того года она участвовала в акции напротив посольства Украины в Париже, справив малую нужду на фотопортреты Виктора Януковича, тогдашнего президента Украины, из-за его политики в отношении других украинских политических партий.
21 декабря 2013 года Жданова протестовала с лозунгом «Путин — убийца демократии» перед Европейским парламентом в Брюсселе против Путина, который тогда находился в Брюсселе на саммите с участием Европейского союза и Россией.
25 февраля 2014 года она участвовала в акции протеста на площади Трокадеро в Париже, выступая против политики бывшего премьер-министра Украины Юлии Тимошенко, которую активистки обозвали «новой марионеткой Путина».
12 сентября 2014 года она протестовала перед кораблём-вертолётоносцем типа «Мистраль» во французском порту Сен-Назер, который должен был быть передан России. Лозунгом акции послужили фразы: «Да пошёл ты, Путин! Никаких мистралей для тебя!»
6 октября 2014 года Жданова поднялась на крышу кабаре «Мулен Руж» в Париже, отмечавшего своё 125-летие, в знак протеста против образа женского тела в кабаре с лозунгом «Красный — это цвет революции».

## Политическая беженка
12 февраля 2014 года французское правительство предоставило Яне Ждановой убежище как политической беженке. Помимо участие в коллективных акциях группы, Жданова проводила и одиночные акции, которые соответствовали принципам гендерного равенства, пропагандируемого Femen.
24 мая 2012 года она схватила и удерживала трофей чемпионата Европы по футболу 2012 года в украинском городе Львове до того момента, пока не была задержана охраной. Жданова протестовала против спортивного мероприятия, которое должно было состояться в следующем месяце. Движение Femen заявляло, что оно послужит причиной для рост сексуального туризма в Украину. За эту акцию она провела 5 суток заключения в Киеве.

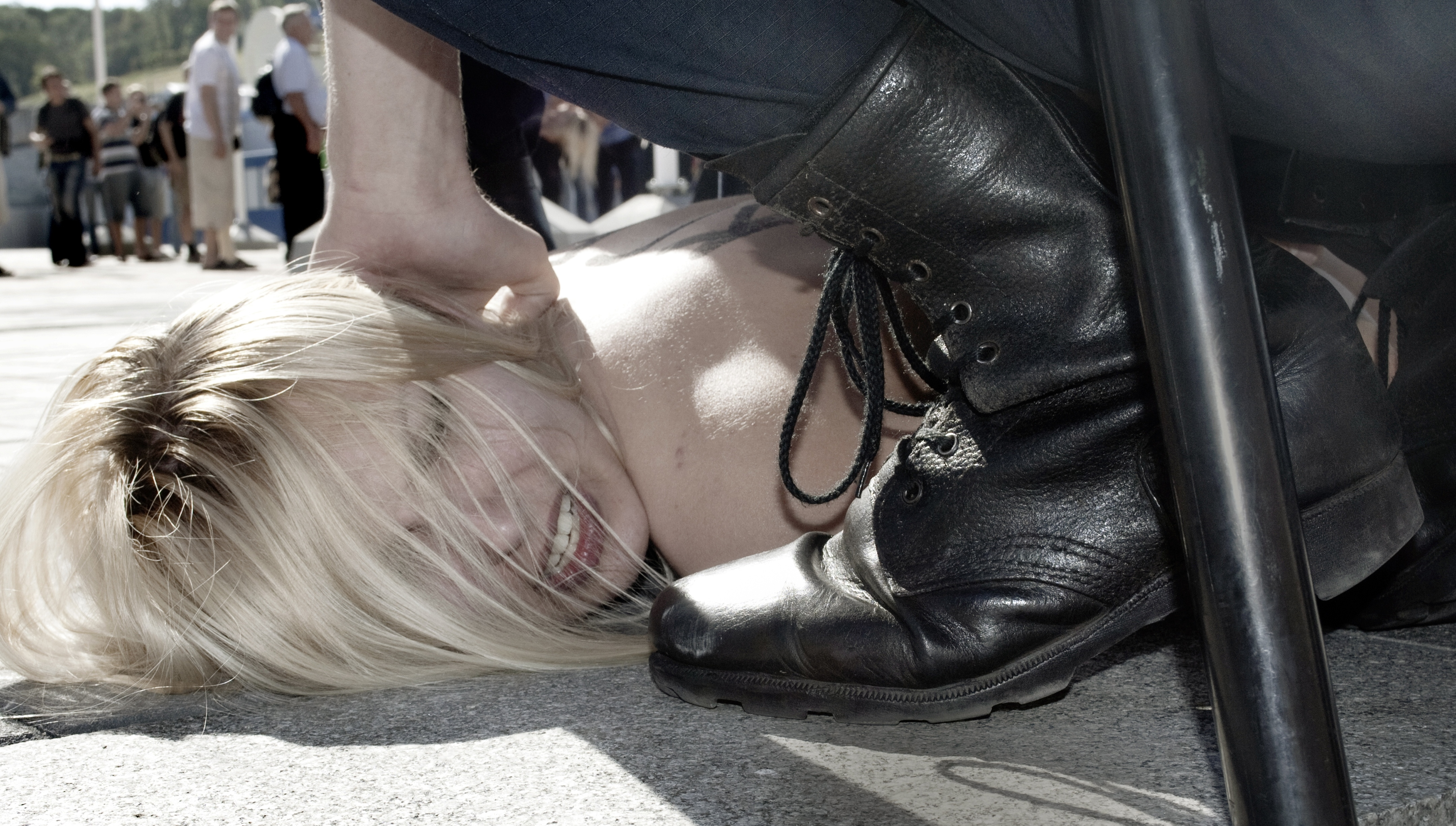
Жданова на Олимпийской площади в Киеве 1 июля 2012 г.

26 июля 2012 года Жданова атаковала в аэропорту Борисполя под Киевом патриарха Московского и всея Руси Кирилла с лозунгом «Убей Кирилла». Таким образом она выступала против вовлечения православной церкви в политику. Она была арестована и отсидела в тюрьме 15 дней
7 июня 2013 года она протестовала у посольства России в Киеве, исполнив танец, призванный в карикатурном виде изобразить личную жизнь Путина.
29 ноября 2013 года Жданова выступила с лозунгом «Украина в ЕС» в Вильнюсе, столице Литвы, во время саммита о сотрудничестве между Европейским Союзом и шестью другими странами, бывшими членами СССР. Президент Украины Виктор Янукович был единственным из шести лидеров, кто не подписал договор о сотрудничестве. Её арестовали и продержали один день в тюрьме.
5 июня 2014 года она с лозунгом «Убить Путина» разрушила восковую статую Путина в музее Гревен в Париже в знак протеста против приезда в тот же день президента России в Париж. Музей предъявил ей иск.
25 декабря 2014 года Жданова сняла с вертепа фигуру младенца Иисуса на площади базилики Святого Петра в Ватикане с лозунгом «Бог есть женщина» . Ватикан оказался перед выбором: судить Жданову в ватиканском суде или выслать её для рассмотрения её дела в итальянском суде, но было решено не делать ни того, ни другого. Она провела три дня и две ночи в ватиканской тюрьме.
17 февраля 2015 года она протестовала в Будапеште против визита Путина в Венгрию с лозунгом «Putin go home».

## Закон о сексуальной демонстрации
Последствием нападения Ждановой на восковую статую Путина в музее Гревен в Париже 5 июня 2014 г. стало то, что 15 октября 2014 г. она была приговорена к штрафу в размере 1500 евро за разрушение и демонстрацию сексуального характера, а также 3000 евро за материальный ущерб и 1000 евро за моральный ущерб, которые должны быть выплачены музею. Сторона защиты обжаловала это решение суда, и дело было передано в Апелляционный суд, где слушалось 27 октября и 17 ноября 2016 года. 12 января 2017 года суд признал Жданову невиновной в сексуальной демонстрации, и она была приговорена к штрафу в размере 600 евро за судебные издержки, 3000 евро за статую и 1000 евро за моральный ущерб, которые должны быть выплачены музею Гревен.

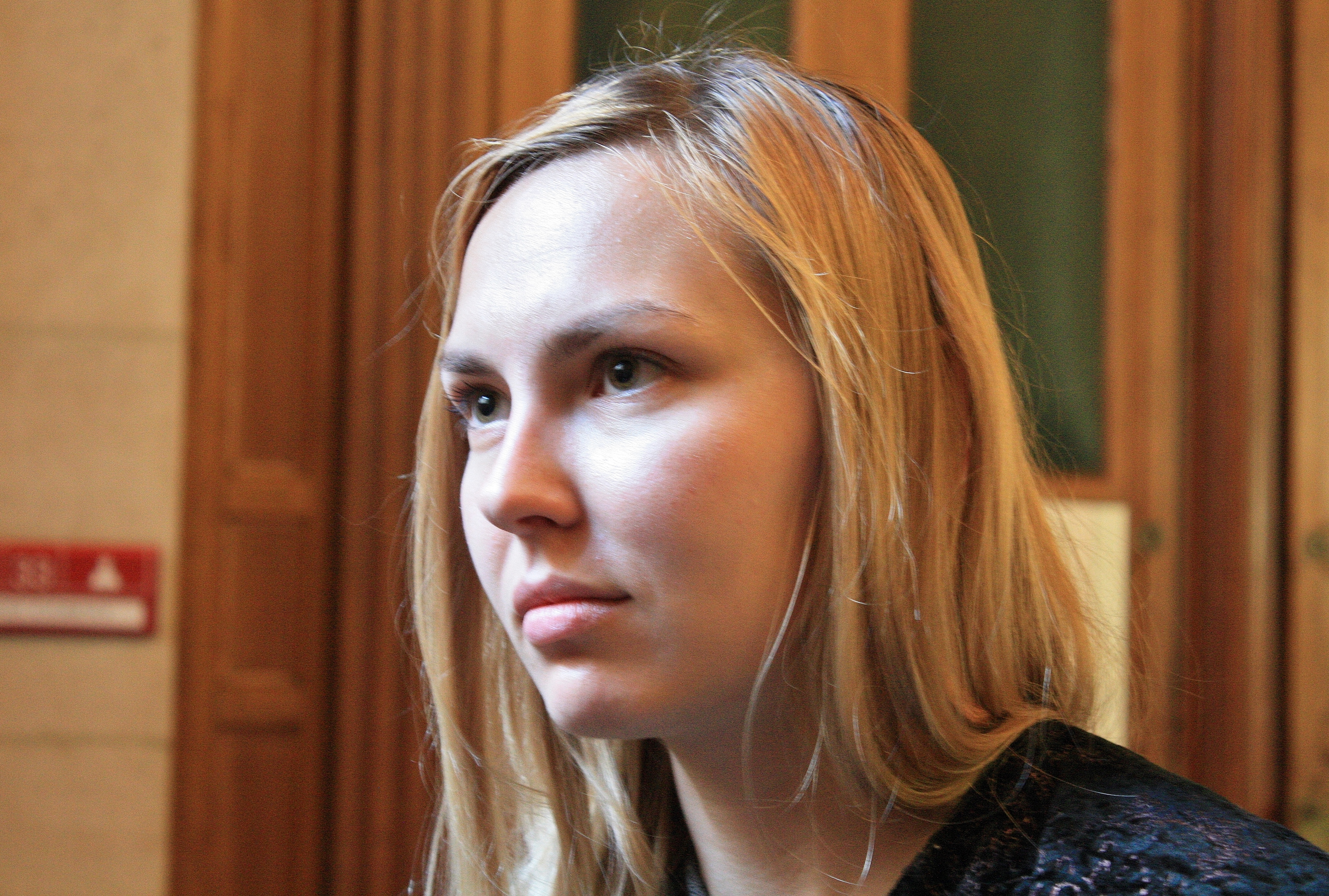
Жданова в Апелляционном суде Парижа 27 октября 2016 года

Ещё одна феминистская цель Ждановой — отменить закон о сексуальной демонстрации. Статья 222-32 Уголовного кодекса Франции гласила, что демонстрация полуобнажённого или обнажённого тела на публике является уголовным правонарушением, поскольку это преднамеренный акт демонстрации сексуального характера. Мария Дозе, адвокат Ждановой по этому делу, указывала, что если обнажённая женская грудь во время политической акции служит актом сексуальной демонстрации, то обнажённая мужская грудь в аналогичном случае должна расцениваться таким же образом, следуя принципу равенства мужчин и женщин. Кроме того, цель демонстрации Ждановой обнажённой груди, как она отмечала, состояла не в том, чтобы сексуально спровоцировать общественность, а в том, чтобы привлечь внимание общества к политическим и социальным проблемам. Вердикт Апелляционного суда от 12 января 2017 года стал первым судебным решением во Франции на уровне апелляции, признавшем невиновным лицо, в данном случае Жданову, осуждённое за сексуальную демонстрацию.

## Ассоциация
Жданова вместе с Сашей Шевченко является соучредителем и сопрезидентом некоммерческой ассоциации FEMEN, созданной 7 апреля 2016 года. Принципы ассоциации, согласно её уставу, заключаются в повышении значения феминизма в реальном обществе и практическом содействии равенству между женщинами и мужчинами. Документы ассоциации были представлены в Префектуру полиции в Париже 2 мая 2016 года, и они были признаны и опубликованы в Официальном вестнике Французской Республики 14 мая 2016 года.

## Фильмография
Жданова является героиней документального фильма «Украина — не бордель» австралийки Китти Грин, мировая премьера которого состоялась 4 сентября 2013 года на 70-м Венецианском международном кинофестивале. Жданова была приглашена на неё.